# 尤達條件式
尤達條件式（也稱為尤達標記法）是一種計算機編程中的編程風格，在此風格中表達式的兩個部份與條件語句中的順序將會對調, 並且表達式的常量部份將會放在條件語句的左側。這種風格的名稱來自於星際大戰的絕地大師尤達，他使用着缺乏標準語法的英語。
尤達條件式是PHP Symfony編碼標準的一部份。

## 範例
通常計算機編程中的條件語句會寫成：
```
if
 
(
 
$value
 
==
 
42
 
)
 
{
 
/* ... */
 
}

// Reads like: "If the value is equal to 42..."

```

在尤達條件式中對於相同的條件語句会反轉过来：
```
if
 
(
 
42
 
==
 
$value
 
)
 
{
 
/* ... */
 
}

// Reads like: "If 42 equals the value..."

```

常數會放在比較運算子的左側，而右側會寫入測試常數的變量。這個次序和尤達的非標準口語風格非常相似，类似于賓主動語序（例如"When nine hundred years old you reach, look as good you will not."，“當九百歲你活到，看起來很好你將不”）。

## 優點
將常量放在表達式中不會改變程序的行為（除非此值被評估為false，請參見下文）。在使用單個等號（=）執行賦值操作
而非條件關係比較的編程語法中，可能会發生錯誤使程序產生意料之外的賦值操作，而並非如程序員原意要編寫關係判斷的條件語句。
```
if
 
(
myNumber
 
=
 
42
)
 
{
 
/* ... */
 
}

// This assigns 42 to myNumber instead of evaluating the desired condition

```

使用尤達條件式的優點：
```
if
 
(
42
 
=
 
myNumber
)
 
{
 
/* ... */
 
}

// This is a syntax error and will not compile

```

由於 42 是一個無法變動的固定常量，因此編譯器會捕捉到該錯誤。
```
Boolean
 
myBoolean
 
=
 
true
;

if
 
(
myBoolean
 
=
 
null
)
 
{
 
/* ... */
 
}

// This causes a NullPointerException in Java Runtime, but legal in compilation.

```

它也可以解決一些不安全的null型別行為。
```
String
 
myString
 
=
 
null
;

if
 
(
myString
.
equals
(
"foobar"
))
 
{
 
/* ... */
 
}

// This causes a NullPointerException in Java

```

以尤達條件式：
```
String
 
myString
 
=
 
null
;

if
 
(
"foobar"
.
equals
(
myString
))
 
{
 
/* ... */
 
}

// This is false, as expected

```

## 評論
有評論認為尤達條件式一個缺點是缺乏可讀性，其負面效果超過了上述優點。
一些編程語言如Python和Swift之中是不允許在條件式中進行對變量賦值操作的，藉由定義賦值表達式不會被評估就沒有任何值，在這種情況下是不可能發生這類錯誤的。
許多編譯器會對如if (myNumber = 42)的源碼發出警示訊息（例如，GCC-Wall選項會警告括號語句中的賦值為真），讓程序員發現可能發生錯誤的地方。在JavaScript中如ESLint之類的語法建議程序，可以警告條件式中出現賦值操作。
尤達條件式寫法避免null行為的優點也可被認為是一個缺點，因為空指針錯誤或被隱藏，並只出現在程序後期中。
當比較非基本類型時，這種寫法在C++中出現了另一個缺點，因為 == 是一個運算子，並可能沒有定義適當的重載運算子函數，例如CComBSTR與字串文本比較，寫成(L"Hello" == cbstrMessage)，不會對應到重載的函數。

## 外部連結
- united-coders.com: What are Yoda Conditions? （页面存档备份，存于） Examples in Java
- New programming jargon （页面存档备份，存于） Mentions Yoda Conditions in a list of new programming jargon
- Coding in Style （页面存档备份，存于） Probable origin of the term
- Yoda Conditions in Java Potential pitfalls of the technique